# ديفن غراهام
ديفن غراهام (بالإنجليزية: Devin Graham) هو مصور ومصور سينمائي ويوتيوبي ومونتير أمريكي، ولد في 29 يوليو 1983 في مدينة سولت ليك في الولايات المتحدة.

## وصلات خارجية
- الموقع الرسمي